# Tania Kross
Tania Kross (Curaçao, 3 augustus 1976) is een Nederlands mezzosopraan.

## Biografie
Tania Kross, geboren op Curaçao, studeerde aan het Utrechts Conservatorium bij Henny Yana Diemer. In het tweede jaar van haar opleiding won zij de eerste prijs van de Stichting Jong Muziektalent. Zij vertegenwoordigde het Koninkrijk der Nederlanden tijdens de BBC Singer of the World Competition in Cardiff. Kross werd door het Concertgebouw verkozen tot "Rising Star" van het seizoen 2004/2005. Zij gaf een recital in de Kleine Zaal van het Concertgebouw en ging op tournee langs de diverse concertzalen van de wereld, onder meer in Parijs, Salzburg, Wenen, Athene, Birmingham, Keulen en Carnegie Hall in New York.
De zangeres werkte mee aan verscheidene operaproducties, onder meer bij de Nationale Reisopera, de Hamburgische Staatsoper en bij de Staatsopera Hannover. In 2007 was zij te horen tijdens de Nederlandse Muziekdagen met een stuk uitgevoerd met het Metropole Orkest. Tania Kross debuteerde in februari 2007 bij de Staatsoper Stuttgart in de rol van Carmen. Sinds 2006 heeft zij in museum Gouda een eigen festival "Krossin'Gouda", waarbij diverse kunstdisciplines elkaar ontmoeten. In 2008 speelde zij Carmen op het jaarlijkse operafestival in Glyndebourne.
Tania Kross is ambassadeur van Muziek telt!, een initiatief van Muziekcentrum Nederland, het Fonds voor Cultuurparticipatie en van Kunstfactor om "meer muziek te brengen in het leven van kinderen".
In 2012 zong zij tijdens het Gouden Televizier-Ring Gala. Zij was in 2013 te zien als een van de kandidaten van het AVRO-programma Wie is de Mol?. In september 2014 vertolkte Kross Mine Own King Am I tijdens de nationale herdenkingsconcert The Bridge to Liberation in Arnhem.
Op 1 april 2015 werd zij benoemd tot lid van de Akademie van Kunsten. Op 21 februari 2016 verving zij violiste Isabelle van Keulen in de jury van Maestro, omdat die het te druk had om deze aflevering te jureren. Ook zong zij in dit programma als soliste in aflevering 4. Datzelfde jaar was ze te zien in de bioscoopfilm Bon Bini Holland. In 2017 deed zij mee aan het programma Beste Zangers, als eerste operazangeres ooit. Kross behaalde samen met musicalacteur Tommie Christiaan de eerste plek in de iTuneslijst, met het door hun gezongen nummer Barcelona. In 2019 was Kross te zien in het RTL 4-programma The Masked Singer, waarin zij gemaskerd als Robot de zangwedstrijd aan ging. Ze behaalde de finale en kwam als winnaar uit de strijd. In 2022 was Kross te zien als panellid in het televisieprogramma Secret Duets. Datzelfde jaar vertolkte ze tevens de rol van Bonnie in de bioscoopfilm Casa Coco. In 2023 was Kross te zien in het televisieprogramma DNA Singers waar ze samen met haar neef zong.

## Discografie
Kross heeft drie cd's op haar naam staan. Haar eerste cd is onderscheiden met de Edison Music Awards Publieksprijs.
- Corazon: haar debuut-cd met Randal Corsen (piano), Esther Steenbergen (gitaar), Ernst Munneke (piano), Roël Calister (percussie) en het Matangi String Quartet.
- J.S. Bach: Mattheus Passie BWV 244 – vertaald in het Nederlands door Jan Rot (met het Residentie Orkest onder leiding van Jos Vermunt en het Residentie Bachkoor)
- Arie Antiche (met Marietta Petkova op piano)

## Prijzen
- Eerste prijs van de Stichting Jong Muziektalent Nederland (1995, 1997 en 1998)
- NPS Cultuurprijs (2000)
- Eerste prijs Cristina Deutekom Concours (2000)
- Boeli van Leeuwenprijs 2013 − voor Katibu di Shon (Slaaf en Meester), samen met Randal Corsen en Carel de Haseth
- Radio 4 Prijs (2014)
- Johannes Vermeerprijs (2023)[3]
- Ridder in de Orde van Oranje-Nassau (Lintjesregen 2024).